# Aleksander Baumgardten
Aleksander Baumgardten (ur. 31 maja 1908 w Krakowie, zm. 29 czerwca 1980 w Katowicach) – polski poeta i prozaik.
Założyciel i członek Polskiej Korporacji Akademickiej Cresovia Leopoliensis.
Do 1944 mieszkał i pracował we Lwowie. W 1944 aresztowany przez NKWD i wywieziony do łagru w kopalni węgla w Krasnodonie.
Po wojnie opuścił Lwów, osiedlił się na Śląsku. Był m.in. kierownikiem redakcji literackiej Polskiego Radia w Katowicach.
Dla młodzieży wydał w 1958 roku Zielone czasy, zbiór opowiadań, wspomnień z lat młodzieńczych. Historia o wychowawcy (Cia)Steczko była czytanką w wypisach do 4-5 klasy, podobnie jak rozdział o zepsutym mikroskopie.
Autor powieści „Brzegi ciemności” i scenariusza (razem z Pawłem Komorowskim) filmu „Pięciu” 1964
W 1954 roku w 10 rocznicę Polski Ludowej odznaczony Srebrnym Krzyżem Zasługi.
Został pochowany na cmentarzu przy ul. Francuskiej w  Katowicach.

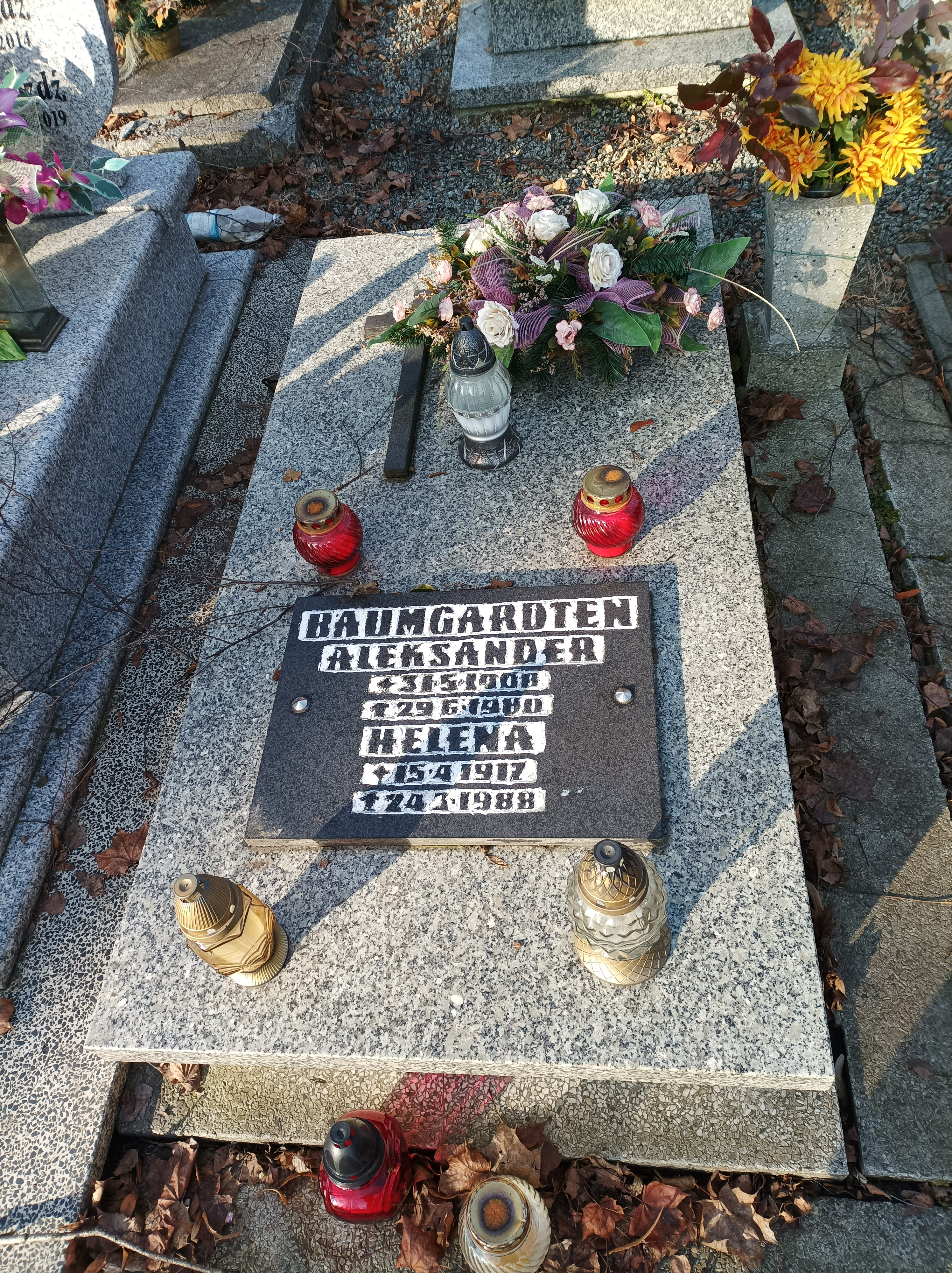
Grób Aleksandra Baumgardtena na cmentarzu przy ul. Francuskiej w Katowicach

## Publikacje
- Szukamy pana H, Oficyna Wydawnicza, Katowice, 1946
- Zielone czasy, Wydawnictwo „Śląsk”, Katowice, 1960
- Spotkanie z jutrem, Wydawnictwo „Śląsk”, Katowice, 1962
- Ścieżki samotnych, Wydawnictwo "Śląsk", Katowice, 1963
- Noc w Blancmoutier, Spółdzielnia Wydawnicza „Czytelnik”, 1963
- Brzegi ciemności, Spółdzielnia Wydawnicza „Czytelnik”, 1964
- Julian, Spółdzielnia Wydawnicza „Czytelnik”, 1965
- Urlop w Selwyck, Wydawnictwo „Śląsk”, Katowice, 1965
- Każdy dzień darowany, Wydawnictwo „Śląsk”, Katowice, 1969
- Cudze łoże, Wydawnictwo „Śląsk”, Katowice, 1971
- Jeszcze nie rano, Wydawnictwo Ministerstwa Obrony Narodowej, 1971
- Wilki za progiem, Wydawnictwo Ministerstwa Obrony Narodowej, 1974
- Płomień w arsenale, Wydawnictwo „Śląsk”, Katowice, 1976
- Nasze wojny prywatne, Wydawnictwo „Śląsk”, Katowice, 1977
- Zapamiętanie, Wydawnictwo Ministerstwa Obrony Narodowej, 1980
- To on, niepokój, Wydawnictwo „Śląsk”, Katowice, 1980